# 豪円
豪円（ごうえん、天文4年（1535年）－慶長16年6月3日（1611年7月12日））は、戦国時代から江戸時代初期の天台宗の僧侶。字は無安庵。初名は円智。

## 経歴
伯耆国汗入郡寺内村（現在の鳥取県米子市淀江町福岡）出身。幼くして大山寺にて出家し、成人して比叡山に登って永禄年間には延暦寺東塔の西谷地福院の住持になった。永禄11年（1568年）頃に備前国金山寺の住持となり、宇喜多直家の支援を受けてその再興に尽くし、更に比叡山東塔習禅院の住持を兼ねて比叡山焼き討ちで荒廃した延暦寺の再建に尽くした。宇喜多秀家の時代には宇喜多氏の宗教顧問的な立場にあった。文禄3年（1594年）頃に大山寺の住持となるが、関ヶ原の戦いで伯耆国の領主が大山寺の庇護者であった吉川広家から中村一忠に交替すると、大山寺の寺領を没収しようとして圧迫を加えた。豪円は徳川家康に訴えて朱印状を授かり寺領3,000石の安堵を得た。慶長10年（1605年）に権僧正に任ぜられた。